# タラント空襲
タラント空襲（タラントくうしゅう）、ジャッジメント作戦（ジャッジメントさくせん、Operation Judgment）は第二次世界大戦中の1940年11月11日から12日に実行された、イギリス海軍の空母艦載機によるイタリアのタラント（ターラント）軍港空襲。MB8作戦の一部として実行された。この攻撃でイタリア海軍は戦艦3隻が大損害を受けたのに対し、イギリス側の損害は雷撃機2機のみであった。

## 背景

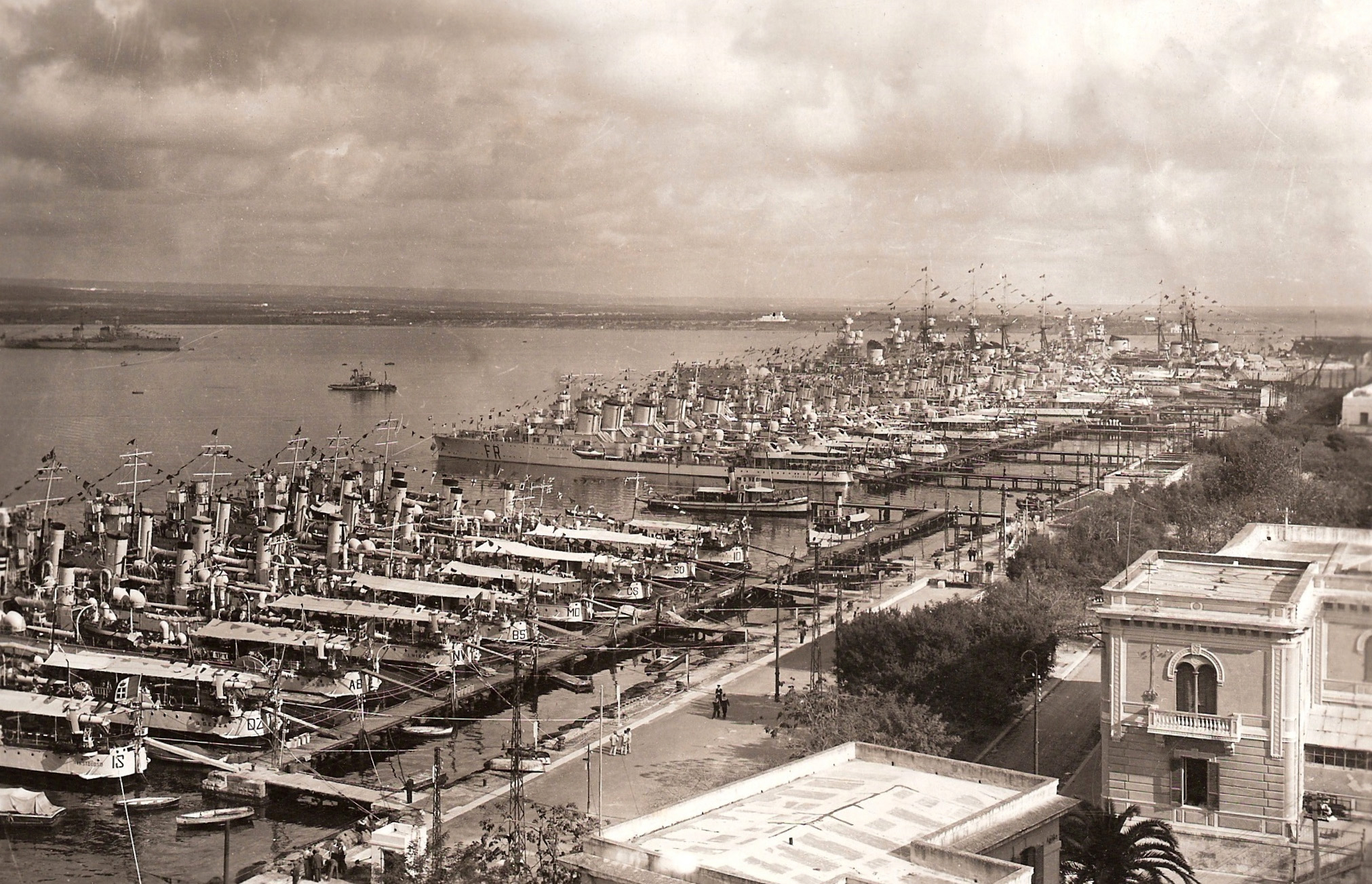
1930年代のタラントの写真。

タラントはイオニア海のターラント湾に面した都市で重要な軍港があり、地中海におけるイタリア海軍の一大拠点であった。タラント軍港には1940年11月には弩級戦艦を改装したコンテ・ディ・カブール級「コンテ・ディ・カブール」、「ジュリオ・チェザーレ」、カイオ・ドゥイリオ級「アンドレア・ドリア」、「カイオ・ドゥイリオ」に加え、超弩級戦艦であるヴィットリオ・ヴェネト級「ヴィットリオ・ヴェネト」、「リットリオ」を戦列に加えて強化していた。他にも条約型巡洋艦数隻と駆逐艦多数を配備していた。
イタリア海軍はタラント湾の港湾部に防空砲台とサーチライトを設け、戦艦5隻をタラント市街に近い湾奥部に、その外側に巡洋艦と駆逐艦数隻を停泊させた。艦隊を守るために雷撃の対策として防雷網を、航空攻撃の対策として阻塞気球を配備していた。市街地を挟んで反対側に位置するマーレ・ピッコロ軍港内にも巡洋艦と駆逐艦多数を配置し、その巡洋艦の周りには大量の石油燃料があり、岬に水上機基地があった。タラントには艦隊に燃料を補給するために貯油施設があったが、その周囲にはサーチライトは設置されていたが防空砲台は軍港に比べて少なかった。
このため、イギリス海軍は第二次世界大戦の開戦前から空母艦載機によるタラント軍港のイタリア艦隊に対する攻撃を考えていた。開戦時の地中海でのイギリス海軍の空母戦力はアレキサンドリア港の「イーグル」とジブラルタルに配備されていた「アーク・ロイヤル」の2隻のみであった。

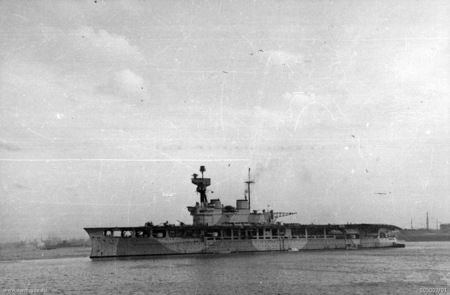
イギリス空母イーグル。
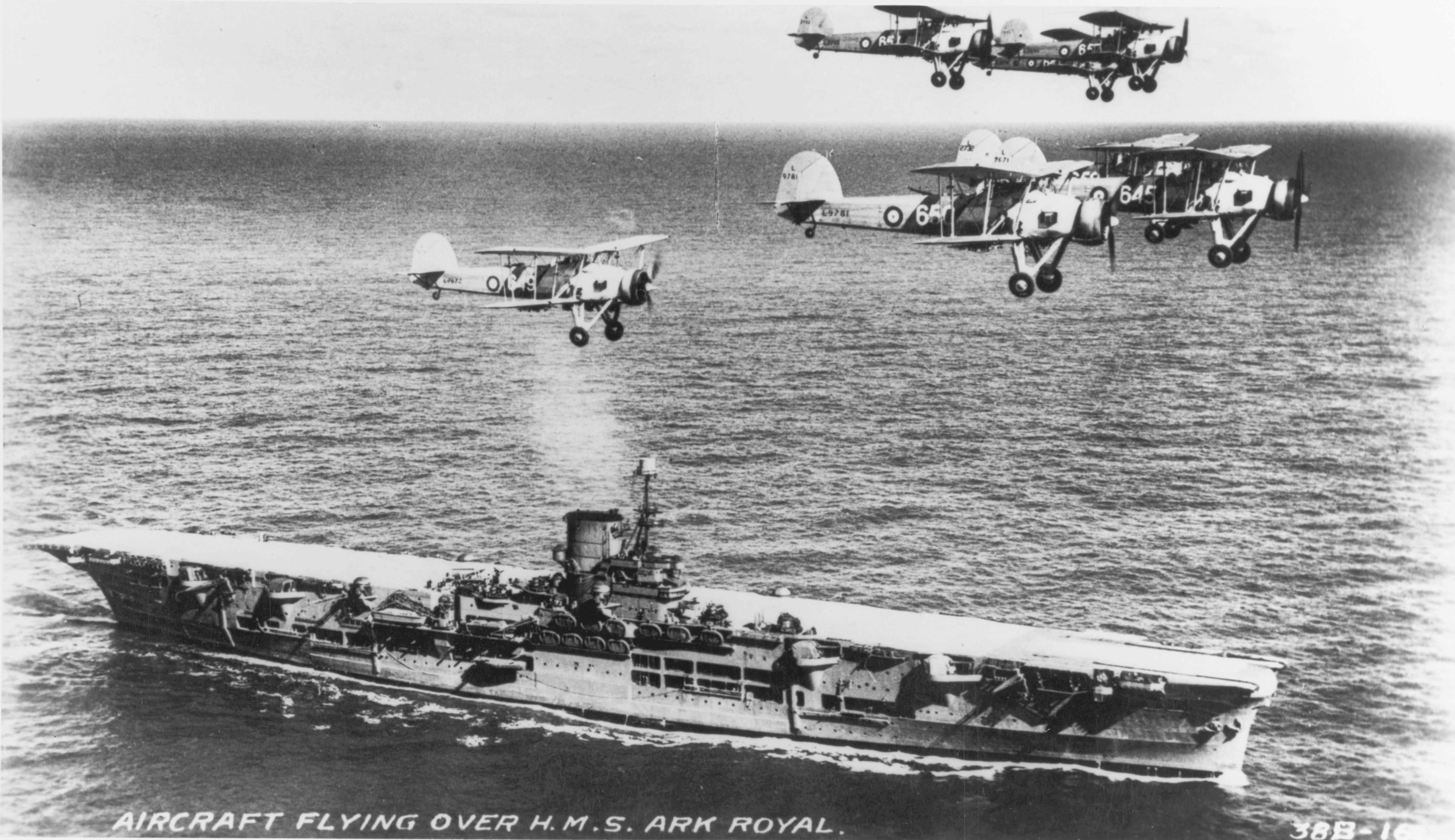
イギリス空母アーク・ロイヤル。

1940年9月、アレキサンドリアの地中海艦隊に新鋭空母「イラストリアス」が到着し航空戦力が強化されると、イギリス軍はマルタ島からタラント軍港の航空偵察を行い、港内の様子を詳細に把握、リスター少将によって作戦の具体的な内容が立案された。作戦はジャッジメント作戦と命名され、空母「イーグル」と「イラストリアス」の艦載機30機から40機により10月21日に実行されることに決定された。しかし訓練中に「イラストリアス」で火災が発生し、作戦は11月11日に延期された。さらに作戦行動開始の2日前、今度は「イーグル」で障害が発生し作戦参加が不可能となった。このため作戦は「イラストリアス」1隻で行われることになり「イーグル」からソードフィッシュ5機が「イラストリアス」に移された。

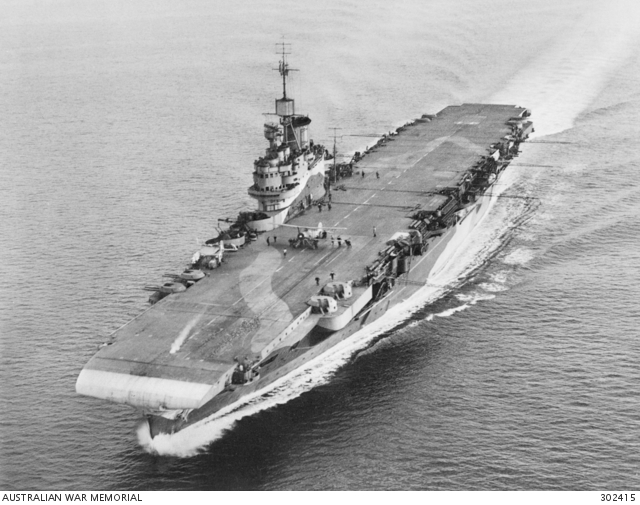
イギリス空母イラストリアス。
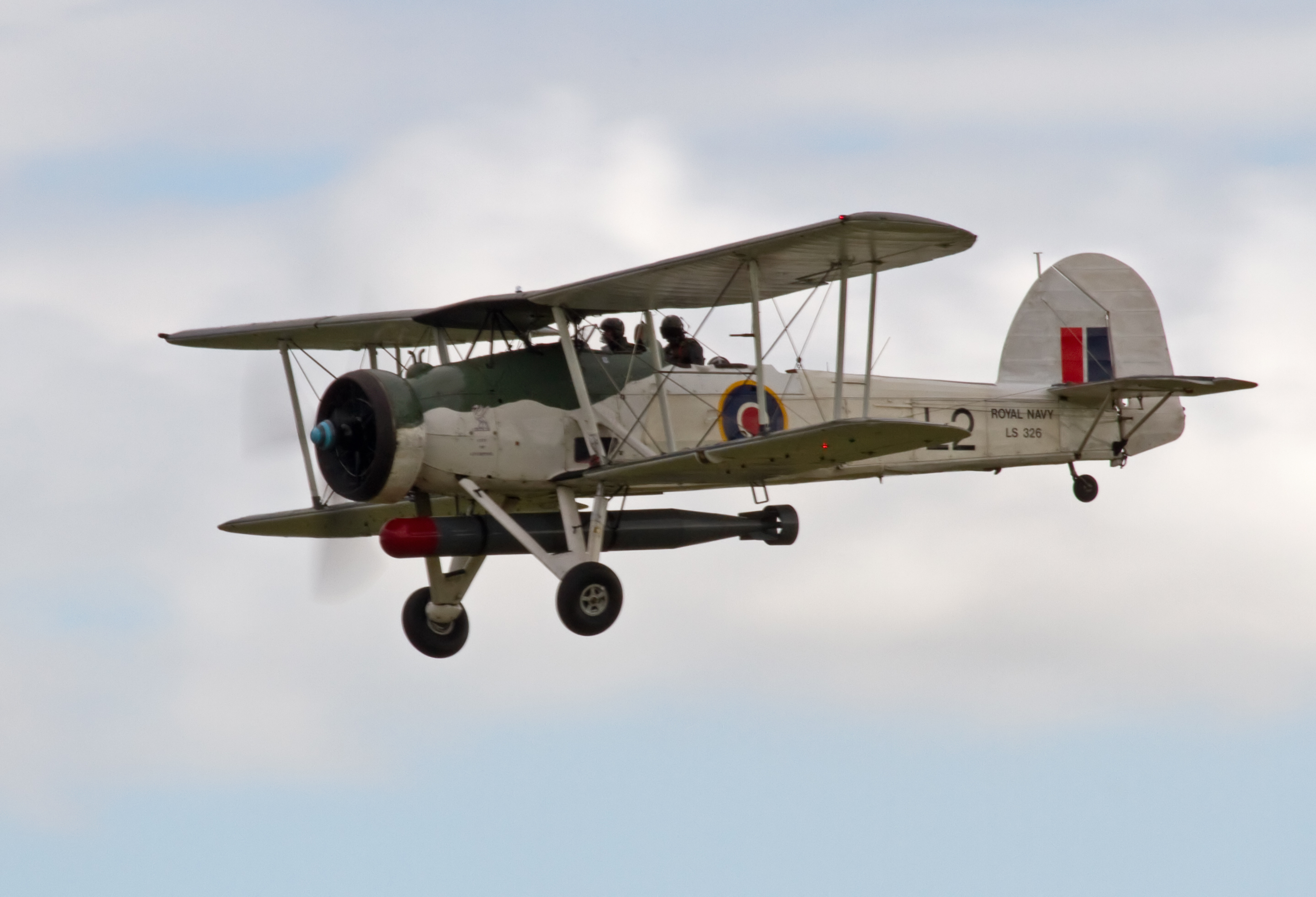
艦上雷撃機フェアリー・ソードフィッシュ。

## 推移

タラント空襲時の概略図。図には描かれていないが、軍港は防空砲台、阻塞気球、防雷網により防御されていた。

1940年11月6日、「イラストリアス」は戦艦「ウォースパイト」、「ヴァリアント」、「マレーヤ」、「ラミリーズ」などと共にアレクサンドリアから出撃した。この艦隊はまずマルタまでMW3船団を護衛した。11月10日にマルタ西方でジブラルタルから来た戦艦「バーラム」などが合流した。11月11日18時、イラストリアスは他に軽巡洋艦4隻と駆逐艦4隻を伴ってタラントの攻撃に向かった。
11日21時タラントの南約272kmで「イラストリアス」は攻撃隊を発進させた。攻撃隊はソードフィッシュ雷撃機21機で、第1波12機と第2波9機からなっていた。22時58分、第1波がタラント軍港上空に到着した。第1波は2機が照明弾、4機が爆弾、残りの6機が魚雷を装備していた。まず照明弾が投下されると共に爆撃が行われ、続いて雷撃が行われた。この攻撃で戦艦「コンテ・ディ・カブール」に魚雷1本、戦艦「リットリオ」に2本が命中した。「コンテ・ディ・カブール」は沈没を防ぐために故意に浅瀬に座礁させられた。約1時間後に第2波（2機照明弾、2機爆弾、5機魚雷）が到着した。第2波の攻撃では戦艦「リットリオ」と戦艦「カイオ・ドゥイリオ」にそれぞれ1本魚雷が命中した。

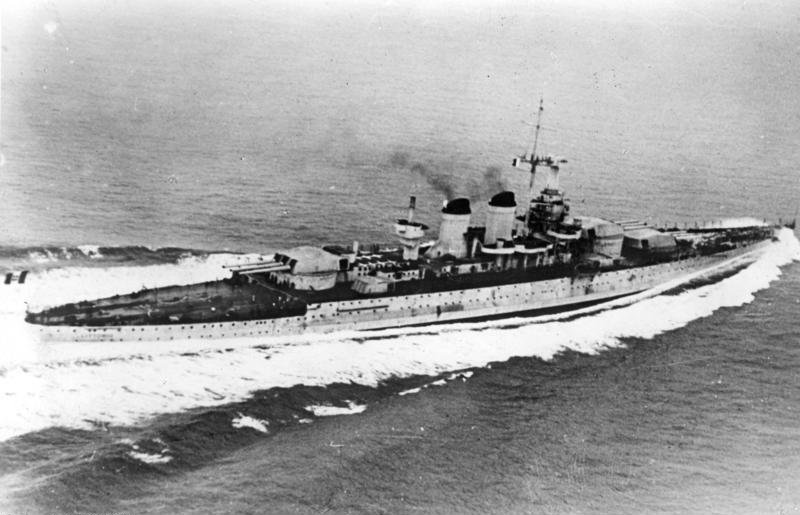
イタリア戦艦リットリオ。

このほかに、重巡洋艦「トレント」と駆逐艦「リベッチオ」に爆弾が命中したが共に不発だった。
魚雷を受けた3隻は大破着底したが、魚雷3本を受けた「リットリオ」、魚雷1本を受けた「カイオ・ドゥイリオ」は数日のうちに排水し浮揚されて応急処置を受けた後にアンサルド造船所に曳航されて行った。それでも「リットリオ」は1941年3月、「カイオ・ドゥイリオ」は1941年5月まで行動不能となった。
だが、「カイオ・ドゥイリオ」と同じく魚雷1本を受けただけの「コンテ・ディ・カブール」の浮揚作業は難航し、僚艦の修理が完了した1941年7月にようやく浮揚が成功するも、終戦までに修理は完了せず1952年に解体処分された。
イギリスの攻撃隊は2機が撃墜された。1機目は第1波で「コンテ・ディ・カブール」の雷撃に成功した機で、魚雷投下後駆逐艦「フルミーネ」に撃墜された。2機目は第2波のソードフィッシュで、重巡洋艦「ゴリツィア」によって撃墜された。

## 結果と影響
イタリア海軍は燃料事情もあり、あまり積極的に行動していなかった。しかし、この空襲を受け、防御性は高いが地中海へのアクセスが悪いナポリへ主力艦を移動したため、イタリア艦隊はさらに消極的となった。さらにナポリからではイタリア艦隊がイギリスの船団攻撃のために出撃してもメッシーナ海峡を通ることになる。メッシーナ海峡はマルタ島からの偵察機の哨戒圏内に入るため、イギリス軍はイタリア艦隊がイオニア海へ出る前に出撃を察知できるようになり、動向の把握が容易になった。また、イタリアの戦艦3隻を撃破したことにより、イギリス海軍は自国の戦艦を地中海から対ドイツ海軍のために自国の海域や大西洋に送ることができ、半年後に起きるビスマルク追撃戦に少なからず影響を与えた。
この空襲の成功はイギリスのみならず、イタリアなど各国の航空万能論（航空主兵論）を後押しする形になり、1941年12月の真珠湾攻撃、マレー沖海戦と並んで大艦巨砲主義からの転換を求める際の論拠となったし、戦後も航空主兵への転換期を示す戦例としてよく挙げられる。日本海軍も真珠湾攻撃の実施にあたり、この空襲を研究した。真珠湾は、タラント（水深12メートル）同様に水深が浅いため、イギリス海軍と同じ手順である「魚雷に改良を加え低空で魚雷を投下」を真珠湾攻撃の際に行っている。
なお、「修理施設の完備した敵港湾内では、敵艦を空襲し大破着底させても、修理して再就役してしまう」という欠点も明らかになったが、日本海軍の目的は南方作戦の間、米太平洋艦隊主力である戦艦部隊の行動を掣肘することであり、この点は重視されなかった。

## 参考図書
- 「世界の艦船増刊第20集　第２次大戦のイタリア軍艦」（海人社）
- 「世界の艦船増刊第41集　イタリア戦艦史」（海人社）
- 「世界の艦船増刊第71集　イギリス航空母艦史」（海人社）